# Fajac de Danha
Fajac en Val (oficialment Fajac-en-Val) és un municipi francès situat al departament de l'Aude i a la regió d'Occitània.